# Un barrage contre le Pacifique
Pour les articles homonymes, voir Un barrage contre le Pacifique (homonymie).
Un barrage contre le Pacifique est un roman de Marguerite Duras paru en 1950 (achevé d'imprimer du 30 mai).

## Contexte d'écriture
C'est au moment où Marguerite Duras vient de divorcer de son premier mari, Robert Antelme, et de se remarier avec Dionys Mascolo (dont elle aura un enfant) qu'elle écrit ce roman. Marguerite Duras a écrit et publié son livre en pleine guerre d'Indochine. 
Elle s'inspire largement de sa propre adolescence, qu'elle a passée en Indochine française, pour écrire ce roman où le personnage de Suzanne lui ressemble.

## Résumé
Dans le sud de l’Indochine française, en 1931, une veuve vit avec ses deux enfants, Joseph et Suzanne (20 et 16 ans). Leur bungalow est isolé dans la plaine marécageuse de Kam (Kampot, sur le littoral cambodgien) proche du petit port de Ram (Ream). Leurs conditions de vie sont déplorables à cause de leurs faibles revenus et ils sont fréquemment contraints de manger de l'échassier. Ils ne possèdent qu'une vieille automobile modèle B12 en fin de vie rafistolée de toute part.
La mère a économisé et travaillé dans un cinéma comme pianiste durant quinze ans pour se voir attribuer cette concession, qui s'est finalement révélée incultivable : les plantations sont détruites tous les ans par les grandes marées de la mer de Chine méridionale (que la mère s'obstine à nommer l'océan Pacifique, terme plus exotique et plus prestigieux à ses yeux). La mère, désillusionnée après avoir vu ses barrages détruits et soumise au harcèlement de l'administration corrompue, commence à sombrer dans la folie.
Le récit s'ouvre sur la mort de leur vieux cheval, acheté quelques jours plus tôt. Cette mort entraîne leur visite sur le petit port de Ram, où ils font la connaissance de M. Jo, un jeune et riche planteur. Il porte au doigt un énorme diamant, et, malgré la laideur de son visage, la mère forme alors le souhait qu'il demande sa fille en mariage. Le planteur, fasciné par Suzanne, revient tous les jours au bungalow. La mère surveille leurs entrevues pour leur empêcher tout contact physique ; elle ne laisse ainsi à M. Jo que la solution du mariage pour satisfaire ses désirs.
Monsieur Jo se prend au jeu et essaie en quelque sorte d’acheter Suzanne en lui offrant des produits de beauté et une robe. Pour obtenir de la voir nue, il lui offre un phonographe. Face à l'ultimatum de la mère qui lui propose de l'épouser ou de la quitter, il offre à Suzanne un diamant. Ce don marque la fin des rapports de M. Jo avec la famille qui découvre par la suite que la bague n'a pas tant de valeur, car le diamant contient un crapaud. Cette découverte fait le désespoir de la mère qui s'obstine pourtant à vouloir vendre le diamant pour sa valeur supposée, et, ce faisant, elle se coupe du monde. Ses enfants en profitent pour s'émanciper. 
Joseph tombe amoureux d'une femme mariée nommée Lina. Son mari est un grand alcoolique, ce qui l’empêche de voir la liaison secrète entre sa femme et Joseph. Finalement, Lina accepte de lui acheter le diamant pour plus cher qu'il ne vaut, mais le lui rend ensuite parce qu'elle veut aider la famille de Joseph. L'état de la mère ne s'améliore pas. De plus en plus faible, elle finit par accepter de revendre le diamant à sa valeur réelle. Joseph finit par quitter la maison avec cette jeune femme, et Suzanne s'apprête à partir aussi, quand la mère meurt. Joseph revient une dernière fois et, avec les domestiques, ils inhument la mère dans la concession. Par vengeance envers l'administration, Joseph confie ses fusils aux habitants pour que, selon le vœu de la mère, ils tuent les employés du cadastre responsables de leurs ennuis. Suzanne, qui a entretemps perdu sa virginité dans les bras du fils d'un voisin planteur – qu'elle ne compte toutefois pas épouser – s'en va de son côté.

## Analyse
Ce roman propose le récit de la désillusion indochinoise, une histoire dans la face cachée de la prospérité, l'Indochine du vice et de la dérive. Au fil d'Un barrage contre le Pacifique, on rencontre différents personnages et donc différentes histoires, différentes destinées (la mère, Suzanne, Joseph, mais aussi Carmen, le caporal, Barner…), dressant ainsi un tableau assez complet de la vie coloniale. D'inspiration autobiographique, ce roman révèle au grand public une Marguerite Duras qui, au tout début de son parcours éditorial dix ans auparavant, avait publié au contraire, sous son nom de naissance et avec le résistant Philippe Roques, un essai offrant une vision positive du colonialisme, L'Empire français. Le critique Pierre Lesdain fut l'un des rares à bien comprendre ce texte, ce qui rendit Duras très heureuse.
Ce roman, à travers l'histoire d'une famille européenne démunie, dénonce la malhonnêteté des promesses de la société coloniale, en représentant finement la hiérarchie stricte de rapports sociaux figés, dans lesquels les personnages sont enfermés quelle que soit leur volonté d'en sortir. Le barrage contre le Pacifique, impuissant pour contenir l'eau salée venue de la mer, symbolise la vanité des efforts des personnages pour sortir de leur condition.

## Personnages

### Joseph
- Âge : 20 ans
- Activité principale : Chasse
- Portrait physique : Un bel homme, fort, et capable de dompter la nature. L'opposé de M.Jo
- Caractère : Rude et direct, il ne mâche jamais ses mots. Très protecteur avec sa famille, surtout de sa sœur, il n'hésite pas à sortir son fusil quand on vient menacer de les expulser de leur concession. Incapable de cacher ses émotions.

### Suzanne
- Âge : 16 ans
- Portrait physique : Une belle jeune fille.
- Caractère : D'apparence plutôt froide et superficielle, tout ce qu'elle fait vise à faire le bonheur de sa famille.

Le prénom de Suzanne fait référence à l'épisode biblique et iconographique de "Suzanne et les vieillards" ou "Suzanne au bain", dont la scène où M. Jo demande à voir Suzanne nue sous la douche constitue une réécriture.

### La mère
- Âge non défini, probablement entre 40 et 50 ans
- Activité : Institutrice puis professeur particulier, elle sera forcée de devenir pianiste dans un cinéma après la mort de son mari . Elle s'achète finalement une concession, qu'elle va tenter de rendre fertile avec tout type de plante, sans succès.
- Portrait physique : Une femme usée par la vie et ses nombreux échecs et atteinte d'une maladie.
- Caractère : Obstinée, c'est une battante. Bien que la vie se soit acharnée à lui faire subir les pires épreuves, elle garde une part d'espoir. Elle est aussi très honnête.

### M. Jo
- Âge : il est dit qu'il « donne l'air d'avoir 25 ans ».
- Pas d'activité réelle, il vit aux crochets de son père, grand planteur établi dans le nord de l'Indochine.
- Portrait physique : très laid, il a un physique peu avantageux.
- Caractère : il a peu de qualités, mais n'est pas méchant. N'hésite pas à tirer profit de ses avantages financiers pour tenter de convaincre Suzanne d'avoir une relation avec lui.

### Carmen
- Activité : Proxénète, gérante d'un hôtel.
- Portrait physique : Plutôt laide de visage, cette ancienne prostituée a cependant des "jambes de rêve".
- Caractère : Archétype de la « pute au grand cœur », Carmen aide facilement son prochain. Elle va aussi contribuer à l'émancipation de Joseph et de Suzanne.
- Elle est une amie de la famille de Joseph

### Lina
- Femme bien plus âgée que Joseph
- Activité : femme d'un riche mari alcoolique
- Devient l’amante de Joseph, pour qui elle décide de quitter son mari

### Le caporal
- Activité : aide la mère
- Indigène vivant dans la misère et qui était autrefois exploité par les colons pour construire des pistes, il est sourd, il a une femme.

## Adaptations cinématographiques
- 1958 : Barrage contre le Pacifique, réalisé[4],[5] par René Clément, avec Jo Van Fleet (la mère), Anthony Perkins (Joseph), Silvana Mangano (Suzanne).
- 2008[6] : Un barrage contre le Pacifique, réalisé par Rithy Panh, avec Isabelle Huppert (la mère), Gaspard Ulliel (Joseph), Àstrid Bergès-Frisbey (Suzanne). Sortie en France le 7 janvier 2009[7],[8].

## Traductions dans les langues de l'ex-Indochine
- En vietnamien : Đập ngăn Thái bình dương, traduit par Le Hong Sam, Éditions Littéraires, Hanoï, 1997.
- En khmer (l'action du roman se passe au Cambodge[9]) : ទំនប់សមុទ្រ, traduit par Be Puch et Christophe Macquet, Éditions SIPAR, Phnom Penh, 2021[10].

## Documentaire
- 2020 : Pornotropic, Marguerite Duras ou l'illusion coloniale réalisé par Nathalie Masduraud et Valérie Urréa, avec Romane Bohringer (lecture des textes), Françoise Vergès (politologue et féministe française), Ann Laura Stoler (anthropologue américaine), Alain Ruscio (historien), Boulomsouk Svadphalphane (journaliste et photographe)[11]

## Adaptation théâtrale
En 1960, Geneviève Serreau crée une adaptation théâtrale au Studio des Champs-Elysées avec :
- Jean-Marie Serreau : Le caporal
- Edwine Moatti : Une femme annamite
- Annie Cariel : La mère
- Bernard Fresson : Joseph
- Sylvie Favre : Suzanne
- Gilles Léger : Agosti
- Michaël Goldmann : M. Jo
- Frédérique Ruchaud : Carmen
- Paul Crauchet : M. Burner
- Mise en scène : Jean-Marie Serreau

Par ailleurs, une adaptation théâtrale du roman a été réalisée par le metteur en scène Moïse Touré (Ivoirien né en France) et créée à Ouagadougou en mai 2012 avant d'être présentée en France en 2013 (Évry : mars ; Belfort et Vesoul : mai 2013). La particularité du projet Belfortain étant d'associer un chœur d'enfants français avec des enfants burkinabès venus de Bazoulé pour les représentations.